# Quirke
Quirke es una serie de televisión británica e irlandesa del año 2013 protagonizada por Gabriel Byrne y Nick Dunning. Está basada en los libros del escritor John Banville bajo su seudónimo de "Benjamin Black" y fue adaptada por Andrew Davies y Conor McPherson. La serie se sitúa en la ciudad de Dublín, Irlanda y sigue la vida del forense Quirke a medida que se encuentra con los cuerpos de la víctimas supuestamente muertas por "muerte súbita".

## Argumento
Quirke, un patólogo forense y jefe en el tanatorio de la ciudad de Dublín, investiga las muertes súbitas de víctimas en la década de 1950.

## Elenco
- Gabriel Byrne como Quirke.
- Nick Dunning como Malachy Griffin.
- Aisling Franciosi como Phoebe Griffin.
- Stanley Townsend como Inspector Hackett.

## Estrellas invitadas
- Branwell Donaghey como Billy Hunt (1 episodio).
- Colin Morgan como Jimmy Minor (1 episodio).
- Michael Gambon como Garret Griffin (1 episodio).
- Brian Gleeson como Sinclair (1 episodio).
- Shane Taylor como Andy Stafford (1 episodio).

## Primera temporada (2013)
| #        | Título original (arriba) Título en español (abajo) | Director(es)      | Guionista(s)                 | Fecha de estreno | Audiencia en U.K. |
| -------- | -------------------------------------------------- | ----------------- | ---------------------------- | ---------------- | ----------------- |
| 1 (1x01) | «Christine Falls La Caída de Christine»            | John Alexander    | Andrew Davies                | TBA              | —                 |
| 2 (2x01) | «The Silver Swan El Cisne de Plata»                | Diarmuid Lawrence | Andrew Davies                | TBA              | —                 |
| 3 (3x01) | «Elegy for April Elegía para Abril»                | Jim O'Hanlon      | Conor McPherson (adaptación) | TBA              | —                 |